# Reageerbuis

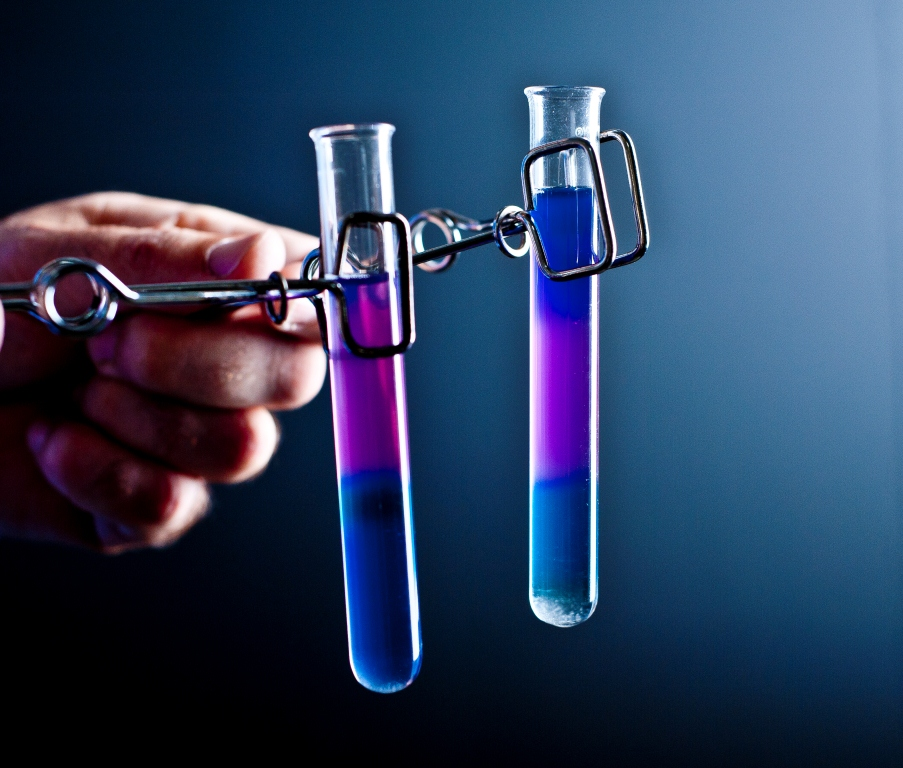
Twee reageerbuisjes vastgehouden in klemmetjes

Een reageerbuis of proefbuis is een van de eenvoudigste stukken laboratoriumglaswerk. Het is een cilindrisch stuk glasbuis met aan een kant een halfronde bodem. Gangbare maten hebben een inhoud van 10 of 20 mL, bij een lengte van ca. 10-20 cm en een doorsnee van 1 à 2 cm. 
De reageerbuis wordt vooral gebruikt voor eenvoudige kwalitatieve chemische reacties, bijvoorbeeld om te zien of bij een bepaalde reacties een neerslag ontstaat, of om kleine hoeveelheden van een vaste stof of vloeistof te verhitten. In de organische synthese kan het gebruikt worden als een alternatief voor een scheitrechter, wanneer op zeer kleine schaal (milligram) extracties moeten uitgevoerd worden.
Er bestaan reageerbuizen in vele kwaliteiten glas, vooral in verband met de vuurvastheid. Deze reageerbuizen worden dan van borosilicaatglas gemaakt.
Reageerbuizen moeten in een reageerbuisrek worden weggezet omdat ze niet zelf kunnen blijven staan; bij het verhitten moeten ze worden vastgehouden met een reageerbuisknijper. Door kookvertraging kan de inhoud bij verhitten van vloeistoffen met een bunsenbrander weleens plotseling uit de buis spatten; het verdient daarom aanbeveling hierbij een veiligheidsbril te dragen en de monding bij het verhitten van zich af te houden. Bovendien moet men bij het verhitten van een ontvlambare of brandbare stof de open bovenkant van de reageerbuis zo ver mogelijk weghouden van de vlam. Dit kan door de proefbuis onder een hoek van 45° te houden en enkel de ronde onderkant in de vlam te houden.
Reageerbuizen hebben in vele toepassingen plaatsgemaakt voor kunststofbuisjes die veel kleiner zijn.